# Boarmia isabellae
Boarmia isabellae är en fjärilsart som beskrevs av Fernandez 1931. Boarmia isabellae ingår i släktet Boarmia och familjen mätare. Inga underarter finns listade i Catalogue of Life.